# Lynn Greer
Lynn Terence Greer Jr. (Philadelphia, Pennsylvania, 23. listopada 1979.) je američki profesionalni košarkaš. Igra na poziciji razigravača, a može igrati i bek šutera. Trenutačno je član turskog Fenerbahçe Ülkera. 

## Karijera
Košarkašku karijeru započeo je na sveučilištu Temple. U seniorskoj godini prosječno je za 39.7 minuta provedenih na parketu postizao 23.2 poena, uključujući rekord karijere od 47 poena u pobjedi 70-67 (s produžetkom) nad Wisconsinom. Vodio je svoju momčad do osam najbolji momčadi NCAA lige, gdje su tijesno poraženi od 1. nositelja Michigan Statea. 
Svoju profesionalnu karijeru započeo je u grčkom drugoligašu Near East. Igrao je još u talijanskoj ligi za Carpisu Napoli, ruskoj Superligi za moskovski Dinamo i u razvojnoj NBDL ligi kao član Greenville Groovea.  
U srpnju 2006. potpisao je višegodišnji ugovor s NBA momčadi Milwaukee Bucksa. Zbog ograničene minutaže kao igrača s klupe, Greer je odlučio potpisati dvogodišnji ugovor s grčkim Olympiakosom. U regularnom dijelu sezone 2007./08 prosječno je za 24.1 minute provedene na parketu postizao 12.4 poena. U doigravanju je odigrao 12 susreta i prosječno je za 30.3 minute provedene na parketu postizao 14.9 poena i 2.7 asista. U Euroligi je odigrao 19 utakmica i prosječno je postizao 16.3 poena i 3.6 asista. Sljedeće sezone je ukupno postizao 12.2 poena u 22 euroligaška nastupa. 31. srpnja 2009. napustio je Pirej nakon što nije uspio dogovoriti novi ugovor, te je stavio potpis na ugovor s turskim Fenerbahçe Ülkerom.

## Vanjske poveznice
- Profil na Euroleague.net
- Profil na NBA.com
- Profil  Arhivirana inačica izvorne stranice od 30. prosinca 2006. (Wayback Machine) na USA Basketball.com